# Silvio Pietroboni
Silvio Pietroboni, född 9 mars 1904 i Milano, död 18 februari 1987 i Cologno Monzese, var en italiensk fotbollsspelare.
Han blev olympisk bronsmedaljör i fotboll vid sommarspelen 1928 i Amsterdam.